# 国家儿童医学中心 (美国)
國家兒童醫院（Children's National Hospital）（前称国家儿童卫生系统、特区儿童医院、国家儿童医学中心）是美國華盛頓特區一所擁有303張病床的兒童醫院，也是華盛頓特區唯一一所兒童醫院。國家兒童醫院不是任何機構的附屬醫院，而是一個獨立醫療院所，由非營利組織營運；但與華盛頓醫學中心、國家復健中心（National Rehabilitation Center）與華盛頓退伍事務醫學中心（DC Veterans Affairs Medical Center）共用院區，且是乔治华盛顿大学医学院、霍华德大学医学院的教學醫院。
国家儿童医院被美国新闻与世界报道评为美国最好的儿科医院之一。2022年6月，该医院被《美国新闻与世界报道》评为美国最佳儿童医院第5名。新生儿科也连续第六年在全国排名第一。 （页面存档备份，存于）

## 历史
1870年建立，國家兒童醫院有303張病床，其中54張為新生兒加護病房床位。它是小兒急救、外傷、癌症、心臟病、重症照護、新生兒科、骨科手術、神經科與神經外科等醫療科目的區域轉診醫院，每年服務約360,000名求診病患。《美國新聞與世界報導》和美國醫院品質監督組織越級集團（The Leapfrog Group）曾將國家兒童醫院評為最佳小兒科醫院；《彭博商業周刊》也在2008年7月讚揚該院新生兒加護病房的品質。

## 外部連結
- 國家兒童醫院官方網站（页面存档备份，存于） （英文）
- 兒童醫院基金會網站 （英文）